# František Chvalkovský
František Chvalkovský (30. července 1885, Jílové u Prahy – 25. února 1945, Berlín) byl politik a diplomat první československé republiky a ministr zahraničí druhé republiky. V letech 1923 až 1925 působil jako druhý řádný vyslanec ČSR ve Spojených státech amerických.

## Život

### Období před válkou
Narodil se 30. července 1885 v Jílovém u Prahy. Studoval na pražském gymnáziu, které absolvoval v roce 1903. Následně studuje právnickou fakultu, kterou dokončil 1908. Kromě toho studoval v letech 1909–1910 na Vysoké škole obchodní v Londýně. Stal se blízkým spolupracovníkem, tajemníkem Antonína Švehly. Vstoupil do Agrární strany, v níž patřil k pravicovému křídlu. Politicky se angažoval i po zániku Československa.

### Činnost v protektorátu

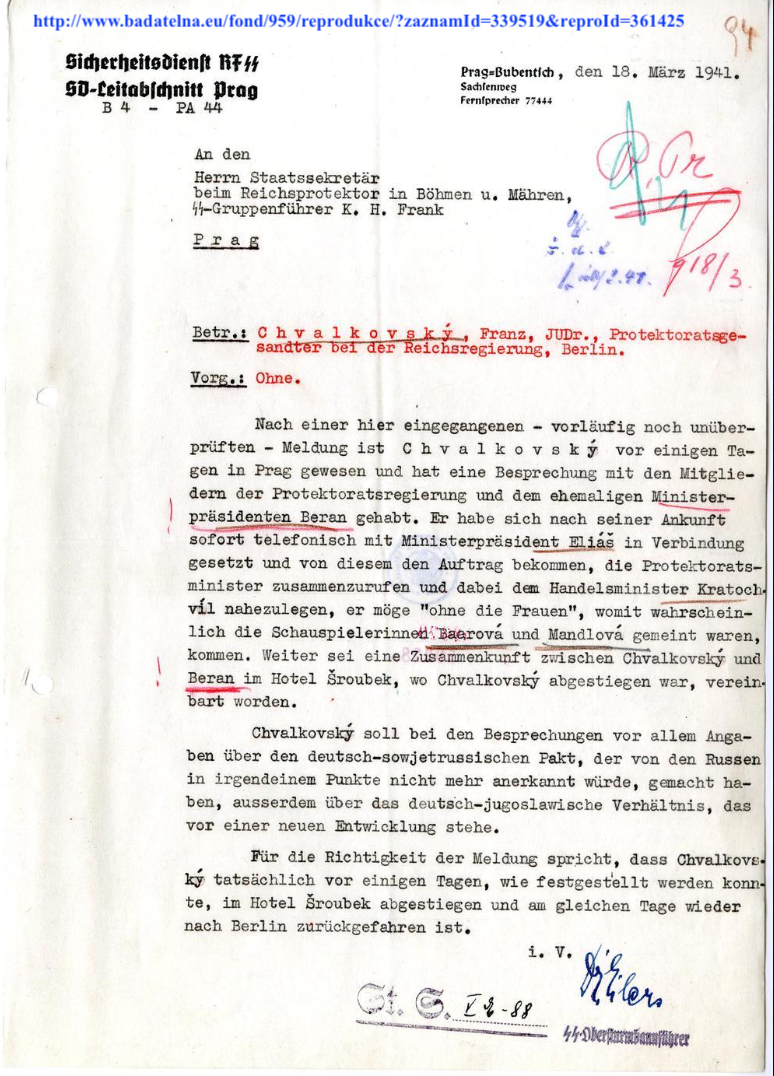
Zpráva o sledování F.Chvalkovského v Praze 18.3.1941, pořízená Sicherheitsdienst SS pro K.H.Franka

Po svém jmenování do funkce ministra zahraničí začal prosazovat pragmatickou politiku orientovanou na hitlerovské Německo. V březnu 1939 doprovázel prezidenta Emila Háchu do Berlína k jednáním s Hitlerem a je podepsán pod protokolem, který vkládá vládu nad Čechy a Moravou „do rukou Vůdce“. Po zřízení Protektorátu Čechy a Morava byla nemožná samostatná zahraniční politika země. Chvalkovský nastoupil do nově zřízené funkce vyslance Protektorátu Čechy a Morava ve Velkoněmecké říši. Byl jedinou osobou s titulem vyslance Protektorátu, když bylo zrušeno ministerstvo zahraničních věcí. Přesto nebyl součástí diplomatického sboru a podléhal Úřadu říšského protektora v Čechách a na Moravě.
Pohyb a jednání F. Chvalkovského na území Protektorátu Čechy a Morava byly pečlivě sledovány bezpečnostní služebnou (Sicherheitsdienst RF SS) v Praze, jak ukazuje záznam z 18. března 1941. Ve sdělení se uvádí jeho telefonát s tehdejším předsedou vlády Eliášem a také ministrem obchodu Kratochvílem. Jednání také uskutečnil s bývalým předsedou vlády Beranem o důsledcích podpisu paktu mezi Německem a Ruskem. 
Chvalkovský zahynul v únoru 1945, když byl jeho automobil na dálnici nedaleko Berlína napaden hloubkovým stíhačem. Po převozu ostatků mu byl v Praze vypraven honosný pohřeb za účasti předních osobností protektorátního života. Nástupce v úřadu již nebyl do konce války jmenován.